# سرمور كوخدان (دنا)
سرمور كوخدان (بالفارسية: سرمور کوخدان) هي قرية تقع في إيران في قسم دنا الريفي. يقدر عدد سكانها بـ 113 نسمة .